# Mistrovství světa silničních motocyklů 2024
Mistrovství světa silničních motocyklů 2024 je 76. sezónou Mistrovství světa silničních motocyklů F. I. M., běžně označovaného jako MotoGP.
Jeho součástí jsou tradičně kategorie Moto3, Moto2 a MotoGP, celkem pošesté se jede také soutěž elektromotocyklů MotoE.

## Kalendář
| Pořadí             | Datum               | Grand Prix                                                   | Okruh                                                            |
| ------------------ | ------------------- | ------------------------------------------------------------ | ---------------------------------------------------------------- |
| 1                  | 10. března          | Qatar Airways Grand Prix of Qatar                            | Lusail International Circuit, Lusail                             |
| 2                  | 24. března          | Grande Prémio Tissot de Portugal                             | Algarve International Circuit, Portimão                          |
| 3                  | 14. dubna           | Red Bull Grand Prix of the Americas                          | Circuit of the Americas, Austin                                  |
| 4                  | 28. dubna           | Gran Premio Estrella Galicia 0,0 de España                   | Circuito de Jerez – Ángel Nieto, Jerez de la Frontera            |
| 5                  | 12. května          | Michelin Grand Prix de France                                | Bugatti Circuit, Le Mans                                         |
| 6                  | 26. května          | Gran Premi Monster Energy de Catalunya                       | Circuit de Barcelona-Catalunya, Montmeló                         |
| 7                  | 2. června           | Gran Premio d'Italia Brembo                                  | Autodromo Internazionale del Mugello, Scarperia e San Piero      |
| 8                  | 30. června          | Motul TT Assen                                               | TT Circuit Assen, Assen                                          |
| 9                  | 7. července         | Liqui Moly Motorrad Grand Prix Deutschland                   | Sachsenring, Hohenstein-Ernstthal                                |
| 10                 | 4. srpna            | Monster Energy British Grand Prix                            | Silverstone Circuit, Silverstone                                 |
| 11                 | 18. srpna           | Motorrad Grand Prix von Österreich                           | Red Bull Ring, Spielberg                                         |
| 12                 | 1. září             | Gran Premio GoPro de Aragón                                  | MotorLand Aragón, Alcañiz                                        |
| 13                 | 8. září             | Gran Premio Red Bull di San Marino e della Riviera di Rimini | Misano World Circuit Marco Simoncelli, Misano Adriatico          |
| 14                 | 22. září            | Gran Premio Pramac dell'Emilia-Romagna                       | Misano World Circuit Marco Simoncelli, Misano Adriatico          |
| 15                 | 29. září            | Pertamina Grand Prix of Indonesia                            | Pertamina Mandalika International Street Circuit, Central Lombok |
| 16                 | 6. října            | Motul Grand Prix of Japan                                    | Mobility Resort Motegi, Motegi                                   |
| 17                 | 20. října           | Qatar Airways Australian Motorcycle Grand Prix               | Phillip Island Grand Prix Circuit, Phillip Island                |
| 18                 | 27. října           | PT Grand Prix of Thailand                                    | Chang International Circuit, Buriram                             |
| 19                 | 3. listopadu        | Petronas Grand Prix of Malaysia                              | Petronas Sepang International Circuit, Sepang                    |
| 20                 | 17. listopadu       | Motul Solidarity Grand Prix of Barcelona                     | Circuit de Barcelona-Catalunya, Montmeló                         |
| Zrušené Grand Prix |                     |                                                              |                                                                  |
| –                  | 7. dubna            | Argentine Republic motorcycle Grand Prix                     | Autódromo Termas de Río Hondo, Termas de Río Hondo               |
| –                  | 16. června 22. září | Kazakhstan motorcycle Grand Prix                             | Sokol International Racetrack, Almaty                            |
| –                  | 22. září            | Indian motorcycle Grand Prix                                 | Buddh International Circuit, Greater Noida                       |
| –                  | 17. listopadu       | Valencian Community motorcycle Grand Prix                    | Circuit Ricardo Tormo, Valencia                                  |
|                    |                     |                                                              |                                                                  |

## Mistři světa 2024
Tabulky s předními třemi jezdci každé z kubatur podle počtu získaných bodů na konci sezony.

#### Výsledky třídy Moto3
| Moto3               | nár.       | jméno          | body | body |
| ------------------- | ---------- | -------------- | ---- | ---- |
| mistr světa         | Kolumbie   | David Alonso   | 421  | 421  |
| vicemistr světa     | Španělsko  | Daniel Holgado | 256  | -165 |
| II. vicemistr světa | Nizozemsko | Collin Veijer  | 242  | -179 |

#### Výsledky třídy Moto2
| Moto2               | nár.      | jméno           | body | body |
| ------------------- | --------- | --------------- | ---- | ---- |
| mistr světa         | Japonsko  | Ai Ogura        | 274  | 274  |
| vicemistr světa     | Španělsko | Arón Canet      | 234  | -40  |
| II. vicemistr světa | Španělsko | Manuel González | 195  | -79  |

#### Výsledky třídy MotoGP
| MotoGP              | nár.      | jméno             | body | body |
| ------------------- | --------- | ----------------- | ---- | ---- |
| mistr světa         | Španělsko | Jorge Martín      | 508  | 508  |
| vicemistr světa     | Itálie    | Francesco Bagnaia | 498  | -10  |
| II. vicemistr světa | Španělsko | Mark Márquez      | 392  | -116 |

#### Výsledky třídy MotoE
| MotoE               | nár.      | jméno           | body | body |
| ------------------- | --------- | --------------- | ---- | ---- |
| mistr světa         | Španělsko | Héctor Garzó    | 246  | 246  |
| vicemistr světa     | Itálie    | Mattia Casadei  | 231  | –15  |
| II. vicemistr světa | Španělsko | Óscar Gutiérrez | 208  | –38  |

## Tabulky vítězů
| Legenda k tabulkám vítězů         |
| --------------------------------- |
| vítězství                         |
| 2. místo                          |
| 3. místo                          |
| bodované umístění (4.–15. místo)  |
| nebodované umístění (16. a horší) |
| neklasifikován (NC)               |
| nedokončil (DNF)                  |
| odstoupil (Ret.)                  |
| nestartoval (DNS)                 |
| diskvalifikován (DSQ)             |

## Bodovací systém Mistrovství světa
Za umístění na předních příčkách závodů jsou udělovány mistrovské body do tabulky klasifikace mistrovství světa, jejichž součet je primárním kritériem pro určení celkového pořadí šampionátu. V hlavním závodě obdrží mistrovské body první až patnáctý jezdec, v sobotním krátkém sprintu (jkterý jezdí jen kategorie MotoGP) je bodovaných pouze prvních devět pozic.
Jezdec, který má na konci sezony nejvíce bodů, získá titul mistra světa silničních motocyklů příslušné kategorie. Nastane-li shoda bodů, rozhoduje vyšší počet lepších umístění v sezoně.
| umístění  | body         | body            |
| umístění  | hlavní závod | sobotní sprint* |
| --------- | ------------ | --------------- |
| vítězství | 25           | 12              |
| 2. místo  | 20           | 9               |
| 3. místo  | 16           | 7               |
| 4. místo  | 13           | 6               |
| 5. místo  | 11           | 5               |
| 6. místo  | 10           | 4               |
| 7. místo  | 9            | 3               |
| 8. místo  | 8            | 2               |
| 9. místo  | 7            | 1               |
| 10. místo | 6            | –               |
| 11. místo | 5            | –               |
| 12. místo | 4            | –               |
| 13. místo | 3            | –               |
| 14. místo | 2            | –               |
| 15. místo | 1            | –               |

*) = sobotní sprint jezdí pouze třída MotoGP